# Хелена Бонам Картър
Хелена Бонам Картър, CBE (на английски: Helena Bonham Carter) е английска актриса, носителка на награда на БАФТА, „Еми“ и „Сателит“. Към 2023 г. е номинирана за две награди „Оскар“, три награди „Сатурн“, пет награди „Еми праймтайм“, шест награди БАФТА и девет награди „Златен глобус“.
Най-известна е с ролята си на Луси Хъничърч в „Стая с изглед“, Марла Сингър в „Боен клуб“, Белатрикс Лестранж във филмовата поредица за Хари Потър, номинираното ѝ за „Оскар“ изпълнение като Кейт Крой в „Крилата на гълъба“, номинираното ѝ за „Златен глобус“ изпълнение като г-жа Ловет в „Суини Тод“, както и други съвместни трудове с режисьора Тим Бъртън, неин бивш партньор. Играе подлата Червена кралица, успоредно с изтъкнати актьори като Джони Деп, Алън Рикман, Ан Хатауей и Кристофър Лий във филма на Бъртън от 2010 година „Алиса в страната на чудесата“, и Инид Блайтън в първата едноименна адаптация по живота ѝ.
Хелена Бонам Картър е командор на Ордена на Британската империя от 2012 г. заради приноса ѝ към драматургията.

## Биография
Хелена Бонам Картър е родена на 26 май 1966 г. в Ислингтън, Лондон, Англия. Баща ѝ Реймънд Бонам Картър (19 юни 1929 – 17 януари 2004 г.) произхожда от известно британско политическо семейство; той е търговец банкер и алтернативен британски директор, представляващ Банката на Англия в Международния валутен фонд във Вашингтон през 60-те години на 20. век. Негови родители са политичката и феминистка Вайълет Бонам Картър, дъщеря на Хърбърт Хенри Аскуит, министър-председател на Обединеното кралство през първата половина на Първата световна война. Майката на Бонам Картър Елена (с моминско име Пропер де Калехон) е психотерапевтка с испански и предимно еврейски произход, чиито родители са испанският дипломат Едуардо Пропер де Калехон (помогнал за бягството на хиляди евреи от Франция по време на Втората световна война) и художничката баронеса Елен Фолд-Щпрингер от френското еврейско банкерско семейство Фолд. Бонам Картър има двама по-големи братя: Едуард, вицепрезидент на групата за управление на фондове „Джупитър Фънд Мениджмънт“, и Томас, мениджър на агенция за корпоративно управление.
Актрисата израства в Голдърс Грийн – част от лондонския район Барнет. Учи в частната девическа гимназия „Саут Хампстед“ и държи матура в държавното Уестминстърско училище. Тя казва, че ѝ е отказан прием в Кингс Колидж в Кеймбридж, защото служителите на колежа са се опасявали, че ще напусне следването, за да продължи актьорската си кариера.
Когато Бонам Картър е на пет години, майка ѝ получава сериозно психично разстройство и се нуждае от три години, за да се възстанови. Скоро след това майка ѝ, благодарение на опита си в терапията, решава да стане психотерапевт. Оттогава Бонам Картър ѝ плаща да чете нейните сценарии и да дава мнения за психологическите мотиви на героите. Пет години след възстановяването на майка ѝ баща ѝ е диагностициран с акустичен неврином (доброкачествен тумор). Операцията за отстраняването му води обаче до инсулт, който го оставя полупарализиран, частично сляп и на инвалидна количка. С братята си в колежа Бонам Картър е оставена да помага на майка си да се справи със ситуацията. По-късно тя изучава движенията и маниерите на баща си за ролята си в Теория на полета.

## Кариера

### Ранни участия и пробив (1980 – 1990-те г.)
Бонам Картър, която няма официално актьорско обучение, влиза в тази сфера, като печели национален писателски конкурс през 1979 г. и използва парите, за да плати за включването си в директорията на актьорите Спотлайт. Тя прави своя професионален актьорски дебют на 16-годишна възраст в телевизионна реклама. Има и второстепенна роля в телевизионния филм от 1983 г. на К. М. Пейтън A Pattern of Roses („Модел на рози“).
Първата ѝ главна филмова роля е като лейди Джейн Грей в британския романтически исторически игрален филм „Лейди Джейн“ (1986), който получава противоречиви отзиви от критиците. Нейната пробивна роля е тази на Луси Хоничърч в британския игрален филм „Стая с изглед“ – романтична драма от 1985 г., заснета по „Лейди Джейн“, но пусната два месеца по-рано. Тя също така се появява в епизоди на американския телевизионен криминален сериал „Маями Вайс“ като любовното увлечение на Дон Джонсън през сезон 1986 – 87. През 1987 г. играе с Дърк Богард в британския телевизионен филм The Vision, със Стюарт Грейнджър в британската телевизионна романтична драма A Hazard of Hearts и с Джон Гилгуд в британско-американската комедийна драма „Всичко както трябва“. Първоначално е избрана за ролята на Бес Макнийл в „Порейки вълните“, но се отказва по време на продукцията поради „болезненото психическо и физическо излагане на героя“, според Роджър Ебърт. Ролята отива при Емили Уотсън, която е номинирана за Оскар за изпълнението си.
Нейните ранни филми водят до избирането ѝ за ролите на героини от преди и началото на 20 век, особено във филмите на филмовата компания Мърчънт Айвъри. Чувствайки се неудобно от избирането ѝ все за такива образи, тя заявява: „Изглеждах, както някой каза, като издута катерица“. През 1994 г. се появява в поредицата сънища по време на втората серия на британския ситком Absolutely Fabulous като дъщерята на Едина Монсун – Шафран, която обикновено се играе от Джулия Савала. В цялата поредица има препратки към приликата на Шафран с Бонам Картър.
Бонам Картър, която говори свободно френски, участва във френския филм от 1996 г. Portraits chinois. Същата година играе ролята на Оливия във филмовата версия на Тревър Нън на „Дванайсета нощ“. Един от най-високите моменти в ранната ѝ кариера е ролята ѝ на коварната Кейт Крой в британско-американската филмова адаптация на „Крилете на гълъбицата“ от 1997 г., която е високо аплодирана в международен план и актрисата получава първите си номинации за наградите Златен глобус и Оскар. След това играе в „Боен клуб“ през 1999 г., където е Марла Сингър – роля, за която печели Награда „Емпайър“ за 2000 г. за най-добра британска актриса.

### Световно признание и блокбъстъри (2000 – 2020-те г.)
През август 2001 г. тя е представена в международното списание за мъже „Максим“. Играе във втората си роля на кралица на Англия, когато е избрана за Ан Болейн в минисериала на Ай Ти Ви 1 „Хенри VIII“; ролята ѝ обаче е ограничена, тъй като тя е бременна с първото си дете по време на снимките.
Тя е член на журито на Филмовия фестивал в Кан през 2006 г., което единодушно избира военната драма Вятърът, който разтърсва ечемика за най-добър филм.
През май 2006 г. стартира собствената си модна линия The Pantaloonies с дизайнерката на бански костюми Саманта Сейдж. Първата им колекция, наречена Bloomin' Bloomers, е селекция във викториански стил от камизоли, бонета и блумъри. Дуото работи по персонализирани дънки на Pantaloonies, които Бонам Картър описва като „вид албум с изрезки за задните части“.

Тя е в ролята на вещицата-психопат Белатрикс Лестранж в последните четири филма за Хари Потър (2007 – 2011). Докато снима „Хари Потър и Орденът на феникса“, случайно пробива тъпанчето на Матю Луис (в ролята на Невил Лонгботъм), когато забива пръчката си в ушния му канал. Бонам Картър получава положителни отзиви за играта си, описана като „блестящ, но недостатъчно използван талант“. Тя също така изиграва г-ца Ловет – любима и съучастничка на Суини Тод (в ролята: Джони Деп) във филмовата адаптация на бродуейския мюзикъл на Стивън Зондхайм „Суини Тод: Бръснарят демон от Флийт Стрийт“, режисиран от Тим Бъртън. За изпълнението си е номинирана за наградата Златен глобус за най-добра актриса. Освен това печели наградата за най-добра женска роля на британските филмови награди Ивнинг Стандарт за 2007 г. за ролите си в Суини Тод и в Разговори с други жени, както и наградата за най-добра актриса на наградите Емпайър през 2009 г. Появява се и в четвъртия филм за Терминатор, озаглавен „Терминатор: Спасение“, играейки малка, но основна роля като олицетворение на Скайнет.
 Бонам Картър се присъединява към актьорския състав на филма на Тим Бъртън от 2010 г. „Алиса в страната на чудесата“ в ролята на Червената кралица. Там тя играе заедно с Джони Деп, Ан Хатауей, Миа Вашиковска, Криспин Глоувър и колегата ѝ от „Хари Потър“ Алън Рикман. Нейната роля е сборен образ от Дама купа и Червената кралица.
В началото на 2009 г. Бонам Картър е определена за една от 10-те най-добри британски актриси за всички времена на сп. „Таймс“ заедно с колежките ѝ Джули Андрюс, Хелън Мирън, Маги Смит, Джуди Денч и Одри Хепбърн.
През 2010 г. актрисата е в ролята на кралица Елизабет Боуз-Лайън във филма „Речта на краля“. През януари 2011 г. получава множество похвали за изпълнението си, включително номинации за наградата BAFTA за най-добра поддържаща роля и награда Оскар за най-добра поддържаща женска роля. Тя печели първата си награда BAFTA, но губи „Оскар“ от Мелиса Лео за Боецът.
Бонам Картър подписва да играе ролята на английската писателка Инид Блайтън в телевизионния биографичен филм на Би Би Си 4 „Инид“. Това е първото изображение на живота на Блайтън на екрана и благодарение на нея тя получава първата си телевизионна номинация за BAFTA за най-добра актриса.
През 2010 г. участва с Фреди Хаймор в биографичния филм по романа на Найджъл Слейтър Toast, заснет в Уест Мидландс и получава гала вечеря на Международния филмов фестивал в Берлин през 2011 г. Тя е удостоена с наградата „Британия“ за британска актриса на годината от БАФТА Лос Анджелис през 2011 г.
През 2012 г. играе ексцентричната, изоставена булка Мис Хавишам – една от най-силните фигури във викторианската готическа литература, в адаптацията на Майк Нюъл по романа на Чарлз Дикенс „Големи надежди“. През април 2012 г. се появява в музикалния видеоклип на Руфъс Уейнрайт за неговия сингъл Out of the Game, включен в едноименния албум. Тя участва в ролята на Мадам Тенардие във филмовата адаптация на мюзикъла Les Misérables (Клетниците), излязла през 2012 г.
На 17 май 2012 г. е обявено, че Бонам Картър ще се появи в адаптацията от 2013 г., озаглавена „Младият и изумителен Ти Ес Спивет“, по книгата на Рийф Ларсън „Избраните творби на Т.С. Спивет“. Нейният кастинг е обявен заедно с този на Кати Бейтс, Кайл Катлет и Калъм Кийт Рени, като режисьор е Жан-Пиер Жьоне. Тя се появява и в късометражен филм на Роман Полански за модната марка Прада, озаглавен A Therapy, в ролята на пациентка на терапевта (в ролята: Бен Кингсли).
През 2013 г. актрисата е в ролята на Ред Харингтън – съдържателка на публичен дом, която помага на Рийд и Тонто да намерят Кавендиш във филма „Самотният рейнджър“. През същата година тя рецитира поезия за The Love Book App – интерактивна антология на любовната литература, разработена от британския писател Ели Бирн-Есири. Също през 2013 г. играе Елизабет Тейлър, заедно с Доминик Уест като Ричард Бъртън, в телевизионния филм на Би Би Си 4 „Бъртън и Тейлър“, чиято премиера е на Международния филмов фестивал в Хамптънс през 2013 г. Тя е и в ролята на Феята кръстница в излезлия през 2015 г. филм по анимационния филм от 1950 г. на Уолт Дисни „Пепеляшка“.
През 2016 г. Бонам Картър повтаря ролята си на Червената кралица в „Алиса в Огледалния свят“. През юни 2018 г. участва в спинофа Трилогия „Бандата на Оушън“, озаглавена „Бандитките на Оушън“, заедно със Сандра Бълок, Кейт Бланшет, Ан Хатауей и Сара Полсън. Тя играе по-възрастна принцеса Маргарет (която познава лично чрез чичо си Марк) в сериала на Нетфликс „Короната“, заменяйки Ванеса Кърби, която играе по-млада версия през първите два сезона.
През 2020 г. е в ролята на Юдория Холмс във филма на Нетфликс „Енола Холмс“, базиран на поредицата детективски романи за млади възрастни „Мистериите на Енола Холмс“ на американската писателка Нанси Спрингър.

## Личен живот
През август 2008 г. четирима роднини на Бонам Картър са убити при катастрофа с автобус за сафари в Южна Африка и тя получава безсрочен отпуск от снимките на „Терминатор: Спасение“, като се завръща по-късно за завършване на снимките.
В началото на октомври 2008 г. е съобщено, че актрисата е станала патрон на благотворителната организация Екшън Дюшен – националната благотворителна организация, създадена за подпомагане на родители и страдащи от мускулна дистрофия на Дюшен.
През август 2014 г. Бонам Картър е една от 200-те обществени личности, подписали писмо до сп. „Гардиън“, което се противопоставя на независимостта на Шотландия в навечерието на референдума през септември по този въпрос. През 2016 г. тя заявява, че желае Обединеното кралство да остане в Европейския съюз по отношение на референдума по този въпрос.

### Връзки
През 1994 г. Хелена Бонам Картър среща Кенет Брана на снимките на филма „Франкенщайн“. Двамата започват връзка, докато Брана все още е женен за Ема Томпсън. Брана и Томпсън се развеждат през 1995 г. През 1999 г., след пет години заедно, Бонам Картър и Брана се разделят. Томпсън казва, че не храни обидни чувства към нея. Тя обяснява: „Не можеш да таиш нещо подобно. Безсмислено е. Нямам сили за това. С Хелена се помирихме преди много години. Тя е прекрасна жена." Томпсън, Брана и Бонам Картър играят в поредицата филми за Хари Потър; Томпсън и Бонам Картър играят и в „Хари Потър и Орденът на феникса“.
През 2001 г. Бонам Картър започва връзка с американския режисьор Тим Бъртън, когото среща по време на снимките на „Планетата на маймуните“. Бъртън я включва в другите си филми, включително „Голяма риба“, „Булката труп“, „Чарли и шоколадовата фабрика“, „Суини Тод: Бръснарят демон от Флийт Стрийт“, „Алиса в страната на чудесата“ и „Тъмни сенки“. Двамата живеят в съседни къщи в Белсайз Парк, Лондон. Актрисата притежава една от къщите; по-късно партньорът ѝ купува другата и те ги свързват. През 2006 г. двамата купуват Мил Хаус в село Сътън Кортни, Оксфордшър. Преди това къщата е била наета от нейната баба Вайълет Бонам Картър и е била собственост на нейния прадядо Хърбърт Хенри Аскуит.
Бонам Картър и Бъртън имат две деца заедно: син Били Реймънд Бъртън (роден на 4 октомври 2003 г.) и дъщеря Нел Бъртън (родена на 15 декември 2007 г.). Бонам Картър заявява, че Нел е кръстена на всички Хелени в семейството ѝ. Тя разказва пред в. „Дейли Телеграф“ за борбата си с безплодието и за трудностите, които е имала по време на бременността си. Казва, че преди зачеването на дъщеря ѝ двамата с Бъртън правят опити за дете две години и въпреки че зачева по естествен път, са обмисляли ин витро оплождане. На 23 декември 2014 г. двамата обявяват, че са се разделили по взаимно съгласие по-рано същата година. Бонам Картър казва: „Може да е по-лесно да работим заедно, без да сме заедно повече. Той винаги само ме режисираше с голямо неудобство."
От 2018 г. актрисата има връзка с историка на изкуството Рай Даг Холмбо. Холмбо е с 21 години по-млад от нея. Относно възрастовата им разлика тя казва пред в. „Таймс“ през 2019 г.: „Всеки остарява с различна скорост. Гаджето ми е невероятно зряло. Той е стара душа в младо тяло, какво повече мога да искам? Хората леко се страхуват от по-възрастните жени, но той не. Жените могат да бъдат много силни, когато са по-възрастни."

### Медиен образ
Бонам Картър е известна с нестандартното си и ексцентрично чувство за мода. Британското издание на сп. Вог описва тъмния ѝ стил в облеклото и поведението като „странни и непочтителни". Сп. „Венити Феър“ я включва в своя списък с най-добре облечените за 2010 г. и тя е избрана от Марк Джейкъбс за лице на неговата рекламна кампания за есен/зима 2011. Тя цитира Вивиан Уестууд и Мария-Антоанета като основни влияния на стила си.
През май 2021 г. участва в реклама за британския търговец на дребно на мебели Софолоджи, превеждайки зрителите през странностите и стилистичните изяви на дома си.
През 2021 г. пише статия за сп. „Харпърс Базар“ за влиянието на „Приключенията на Алиса в страната на чудесата“ на Луис Карол върху живота ѝ, откакто за първи път е прочела книгата като дете: „Откакто се помня, бях кандидат-Алиса“, добавяйки, „където и да погледна вкъщи, всяка гледка има някаква препратка към Алиса: свещници-жаби лакей, конструкции за чаена чаша, лампа за чайник, чайник с шахматна дъска, прекалено голям джобен часовник, малки врати, зайчета, вътрешни прозорци, които приличат на огледала и огледала, които приличат на прозорци".

## Участия
| година | заглавие                                     | оригинално заглавие                             | роля                          | режисьор         | жанр                          | бележки |
| ------ | -------------------------------------------- | ----------------------------------------------- | ----------------------------- | ---------------- | ----------------------------- | --- |
| 1985   | Стая с изглед                                | A Room with a View                              | Луси Хъничърч                 | Джеймс Айвъри    | драма, романтичен             | |
| 1986   | Лейди Джейн                                  | Lady Jane                                       | Джейн Грей                    | Тревър Нън       | драма, исторически            | |
| 1987   | Морис                                        | Maurice                                         | жена на крикет мач            | Джеймс Айвъри    | драма, романтичен             | неспомената |
| 1988   | Маската                                      | La maschera                                     | Айрис                         | Фиорела Инфашели | фентъзи, романтичен           | |
| 1989   | Свети Франциск                               | Francesco                                       | Клара от Асизи                | Лилияна Кавани   | драма, исторически            | |
| 1989   | Всичко както трябва                          | Getting It Right                                | Минерва Мъндей                | Рандал Клайзер   | драма, комедия                | |
| 1990   | Хамлет                                       | Hamlet                                          | Офелия                        | Франко Дзефирели | драма                         | |
| 1991   | Изход към континента                         | Where Angels Fear to Tread                      | Каролин Абът                  | Чарлз Стъридж    | драма, романтичен             | |
| 1992   | Имението „Хауърдс Енд“                       | Howards End                                     | Хелен Шлегел                  | Джеймс Айвъри    | драма, романтичен             | - номинация – Награда на БАФТА за най-добра актриса в поддържаща роля. |
| 1994   | Франкенщайн                                  | Frankenstein                                    | Елизабет Франкенщайн          | Кенет Брана      | драма, ужаси                  | - номинация – Сатурн за най-добра актриса. |
| 1995   | Могъщата Афродита                            | Mighty Aphrodite                                | Аманда Уайнриб                | Уди Алън         | комедия, драма                | |
| 1995   |                                              | Margaret's Museum                               | Маргарет Макнийл              | Морт Рансен      | драма                         | |
| 1996   | Дванайсета нощ                               | Twelfth Night: Or What You Will                 | Оливия                        | Тревър Нън       | комедия, драма                | |
| 1996   |                                              | Portraits chinois                               | Ада                           | Мартин Дюговсон  | комедия, романтичен           | |
| 1997   |                                              | Keep the Aspidistra Flying                      | Розмари                       | Робърт Бирман    | комедия, драма                | |
| 1997   | Крилете на гълъбицата                        | The Wings of the Dove                           | Кейт Крой                     | Йън Софтли       | драма, романтичен             | - номинация – Оскар за най-добра женска роля. - номинация – Награда на БАФТА за най-добра актриса в главна роля. - номинация – Златен глобус за най-добра актриса в драматичен филм. - номинация – Сателит за най-добра актриса в драматичен филм. |
| 1998   |                                              | Sweet Revenge                                   | Карън Найтли                  | Малкълм Маубрей  | комедия, романтичен           | |
| 1998   | Теория на летенето                           | The Theory of Flight                            | Джейн Тачард                  | Пол Грийнграс    | комедия, драма                | - номинация – Сателит за най-добра актриса в драматичен филм. |
| 1999   | Боен клуб                                    | Fight Club                                      | Марла Сингър                  | Дейвид Финчър    | драма                         | - Емпайър за най-добра британска актриса. |
| 1999   | Жените говорят мръсотии                      | Women Talking Dirty                             | Кора                          | Коки Гидройс     | комедия, романтичен           | |
| 2001   | Планетата на маймуните                       | Planet of the Apes                              | Ари                           | Тим Бъртън       | екшън, научнофантастичен      | - номинация – Сатурн за най-добра актриса в поддържаща роля. - номинация – Емпайър за най-добра британска актриса. |
| 2001   | Новокаин                                     | Novocaine                                       | Сюзън Айви                    | Дейвид Аткинс    | комедия, драма                | |
| 2002   |                                              | The Heart of Me                                 | Дина                          | Тадеус O'Съливан | драма, романтичен             | |
| 2002   | Лунно отражение                              | Till Human Voices Wake Us                       | Руби                          | Майкъл Петрони   | драма, романтичен             | |
| 2003   | Голяма риба                                  | Big Fish                                        | Дженифър Хил/Вещицата         | Тим Бъртън       | приключенски, драма, фентъзи  | |
| 2004   | Лемъни Сникет Поредица от злополучия         | Lemony Snicket's A Series of Unfortunate Events | Беатрис Бодлер                | Брад Силбърлинг  | семеен, приключенски          | некредитирана |
| 2005   | Разговори с други жени                       | Conversations with Other Women                  | жена                          | Ханс Каноса      | комедия, драма                | |
|        | Чарли и шоколадовата фабрика                 | Charlie and the Chocolate Factory               | г-жа Бъкет                    | Тим Бъртън       | приключенски, семеен          | |
| 2006   | 66                                           | Sixty Six                                       | Естер Рубенс                  | Пол Уейланд      | комедия, драма                | |
| 2007   | Хари Потър и Орденът на феникса              | Harry Potter and the Order of the Phoenix       | Белатрикс Лестрендж           | Дейвид Йейтс     | фентъзи                       | |
| 2007   | Суини Тод: Бръснарят демон от Флийт Стрийт   | Sweeney Todd: The Demon Barber of Fleet Street  | госпожа Ловет                 | Тим Бъртън       | ужаси, драма                  | - Емпайър за най-добра актриса. - номинация – Златен глобус за най-добра актриса в мюзикъл или комедия. - номинация – Сатурн за най-добра актриса.                                                                                                 |
| 2009   | Хари Потър и Нечистокръвния принц            | Harry Potter and the Half-Blood Prince          | Белатрикс Лестрендж           | Дейвид Йейтс     | фентъзи                       | |
| 2009   | Терминатор: Спасение                         | Terminator Salvation                            | Доктор Серена Коган / Скайнет | МакДжи           | научнофантастичен             | |
| 2010   | Алиса в Страната на чудесата                 | Alice in Wonderland                             | Червената кралица             | Тим Бъртън       | фентъзи                       | |
| 2010   | Хари Потър и Даровете на Смъртта: Първа част | Harry Potter and the Deathly Hallows – Part 1   | Белатрикс Лестрендж           | Дейвид Йейтс     | фентъзи                       | |
| 2010   | Речта на краля                               | The King's Speech                               | Елизабет Боуз-Лайън           | Том Хупър        | драма, исторически            | - Награда на БАФТА за най-добра актриса в поддържаща роля. - номинация – Оскар за най-добра поддържаща женска роля. - номинация – Златен глобус за най-добра поддържаща актриса. - номинация – Емпайър за най-добра актриса.                       |
| 2011   | Хари Потър и Даровете на Смъртта: Втора част | Harry Potter and the Deathly Hallows – Part 2   | Белатрикс Лестрендж           | Дейвид Йейтс     | фентъзи                       | |
| 2012   | Тъмни сенки                                  | Dark Shadows                                    | доктор Джулия Хофман          | Тим Бъртън       | фентъзи, ужаси                | |
| 2012   | Големите надежди                             | Great Expectations                              | мис Хавишам                   | Майк Нюъл        | драма, романтичен             | |
| 2012   | Клетниците                                   | Les Misérables                                  | мадам Тенардие                | Том Хупър        | драма, мюзикъл                | |
| 2013   | Самотният рейнджър                           | The Lone Ranger                                 | Ред Харингтън                 | Гор Вербински    | екшън, приключенски           | |
| 2013   | Младият и изумителен Ти Ес Спивет            | The Young and Prodigious T.S. Spivet            | д-р Клеър                     | Жан-Пиер Жоне    | драма, приключенски           | |
| 2015   | Пепеляшка                                    | Cinderella                                      | Феята кръстница               | Кенет Брана      | фентъзи                       | |
| 2015   | Суфражетка                                   | Suffragette                                     | Едит Елин                     | Сара Гаврон      | драма, исторически            | |
| 2016   | Алиса в Огледалния свят                      | Alice Through the Looking Glass                 | Червената кралица             | Джеймс Бобин     | фентъзи                       | |
| 2017   | 55 крачки                                    | 55 steps                                        | Елеонор Рийз                  | Бил Огъст        | драма                         | |
| 2018   | Бандитките на Оушън                          | Ocean's 8                                       | Роуз Уейл                     | Гари Рос         | екшън                         | |
| 2020   | Енола Холмс                                  | Enola Holmes                                    | Юдория Холмс                  | Хари Брадбиър    | анимация, приключенски, екшън | |
| 2022   | Енола Холмс 2                                | Enola Holmes 2                                  | Юдория Холмс                  | Хари Брадбиър    | анимация, приключенски, екшън | |
| 2023   |                                              | One Life                                        | Бабет Уинстън                 | Джеймс Хос       | драма                         | |
|        |                                              | Four Letters of Love                            | Маргарет Гор                  | Поли Стийл       | драма                         | |
|        |                                              | The Offspring                                   | Дулси                         | Джесика Хобс     | драма                         | |

| година    | заглавие                                         | оригинално заглавие                                 | роля                         | жанр                            | бележки |
| --------- | ------------------------------------------------ | --------------------------------------------------- | ---------------------------- | ------------------------------- | --- |
| 1983      |                                                  | A Pattern of Roses                                  | Нети Белинджър               |                                 | телевизионен филм |
| 1987      | Маями Вайс                                       | Miami Vice                                          | доктор Тереза Лайънс         |                                 | телевизионен сериал, 2 епизода |
| 1987      |                                                  | A Hazard of Hearts                                  | Серена Ставърли              |                                 | телевизионен филм |
| 1987      |                                                  | Screen Two                                          | Джо Маринър                  |                                 | телевизионен филм, еп. The Vision |
| 1989      |                                                  | Theatre Night                                       | Райна Петков                 |                                 | телевизионен филм, еп. Arms and the Man |
| 1990      |                                                  | Beatrix: The Early Life of Beatrix Potter           | Беатрикс Потър               |                                 | телевизионен филм |
| 1991      |                                                  | Jackanory                                           | четец                        |                                 | телевизионен сериал, 5 епизода |
| 1993      |                                                  | Dancing Queen                                       | Пандора / Джули              |                                 | телевизионен филм |
| 1993      |                                                  | Fatal Deception: Mrs. Lee Harvey Oswald             | Марина Осуалд Портър         |                                 | телевизионен филм - номинация – Златен глобус за най-добра актриса в минисериал или телевизионен филм. |
| 1994      |                                                  | A Dark-Adapted Eye                                  | Фейт Севърн (като възрастна) |                                 | телевизионен филм |
| 1994      |                                                  | Butter                                              | Дороти                       |                                 | телевизионен късометражен филм |
| 1994      |                                                  | Absolutely Fabulous                                 | Дрийм Сафрон                 |                                 | телевизионен сериал, 1 епизод |
| 1998      | Мерлин                                           | Merlin                                              | Моргана                      |                                 | телевизионен минисериал - номинация – Еми за най-добра поддържаща женска роля в минисериал или телевизионен филм. - номинация – Златен глобус за най-добра поддържаща актриса в сериал, минисериал или телевизионен филм.                                            |
| 1999      |                                                  | The Nearly Complete and Utter History of Everything | Лили                         |                                 | телевизионен филм |
| 2002      | На живо от Багдад                                | Live from Baghdad                                   | Инглид Форманек              |                                 | телевизионен филм - номинация – Еми за най-добра женска роля в минисериал или телевизионен филм. - номинация – Златен глобус за най-добра актриса в минисериал или телевизионен филм.                                                                                |
| 2003      | Хенри VIII                                       | Henry VIII                                          | Ан Болейн                    |                                 | телевизионен минисериал |
| 2005      | Великолепната седморка                           | Magnificent 7                                       | Маги Джаксън                 |                                 | телевизионен филм |
| 2009      | Инид                                             | Enid                                                | Инид Блайтън                 |                                 | телевизионен филм |
| 2011      |                                                  | Life's Too Short                                    | себе си                      |                                 | телевизионен сериал |
| 2013      | Бъртън и Тейлър                                  | Burton and Taylor                                   | Елизабет Тейлър              |                                 | телевизионен филм - номинация – Еми за най-добра женска роля в минисериал или телевизионен филм. - номинация – Златен глобус за най-добра актриса в минисериал или телевизионен филм. - номинация – Сателит за най-добра актриса в минисериал или телевизионен филм. |
| 2014      | Търкс и Кайкос                                   | Turks & Caicos                                      | Марго Тайрел                 |                                 | телевизионен филм |
| 2014      |                                                  | Salting the Battlefield                             | Марго Тайрел                 |                                 | телевизионен филм |
| 2016      |                                                  | Love, Nina                                          | Джордж                       |                                 | телевизионен минисериал |
| 2019/2022 | Короната                                         | The Crown                                           | Принцеса Маргарет            | биографичен, драма, исторически | телевизионен сериал |
| 2021      |                                                  | The Cleaner                                         | Шейла                        | комедия                         | телевизионен сериал, еп. The Widow |
| 2022      |                                                  | Ten Percent                                         | себе си                      | комедия                         | телевизионен сериал, еп. #1.2 |
| 2022      | Хари Потър 20-годишнината - Завръщане в Хогуортс | Harry Potter 20th Anniversary: Return to Hogwarts   | себе си                      |                                 | документален филм |
|           |                                                  | Nolly                                               | Ноел Гордън                  | драма                           | телевизионен минисериал в 3 епизода |
|           |                                                  | David Copperfield                                   |                              |                                 | тв сериал |

| година | заглавие                             | оригинално заглавие                               | роля                  | режисьор                        | жанр                   | бележки                                                 |
| ------ | ------------------------------------ | ------------------------------------------------- | --------------------- | ------------------------------- | ---------------------- | ------------------------------------------------------- |
| 1991   |                                      | Brown Bear's Wedding                              | Бялата мечка          |                                 | анимация               | телевизионен филм                                       |
| 1992   |                                      | White Bear's Secret                               | Бялата мечка          |                                 | анимация               | телевизионен филм                                       |
| 1996   |                                      | The Great War and the Shaping of the 20th Century | Вера Британ           |                                 | документален филм      | телевизионен минисериал, в 2 еп.: Slaughter и Explosion |
| 1997   |                                      | The Petticoat Expeditions                         | разказвач             | Пепита Ферари                   |                        | 2 късометражни филма                                    |
| 1999   |                                      | Carnevale                                         | Мили                  | Даян Тейлър                     | анимация               | кино                                                    |
| 2005   | Уолъс и Громит: Проклятието на заека | Wallace & Gromit: The Curse of the Were-Rabbit    | лейди Тотингтън       | Стив Бокс, Ник Парк             | анимация               | кино                                                    |
| 2005   | Булката труп                         | The Corpse Bride                                  | Булката труп          | Тим Бъртън, Майк Джонсън        | анимация               | кино                                                    |
| 2005   |                                      | Wallace & Gromit: The Curse of the Were-Rabbit    | Лейди Тотингтън       |                                 | екшън, приключенска    | видео игра                                              |
| 2009   |                                      | The Gruffalo                                      | Майка катерица        | Макс Ланг, Якоб Шу              | анимация, фентъзи      | кино                                                    |
| 2011   |                                      | The Gruffalo's Child                              | Майка катерица        | Уве Хайдшьотер, Йоханес Вайланд | анимация, фентъзи      | кино                                                    |
| 2017   |                                      | Poles Apart                                       | Полярна мечка (Нанук) | Палома Баеза                    | анимация               | късометражен филм                                       |
| 2018   |                                      | Sgt. Stubby: An American Hero                     | Маргарет              | Ричард Лани                     | анимация, приключенски | кино                                                    |
| 2019   |                                      | The Dark Crystal: Age of Resistance               | Ол Модра              |                                 | анимация, приключенски | телевизионен сериал                                     |
| 2019   |                                      | DFS: The Great Sofa Caper                         | Лейди Тотингтън       | Магдалена Осинска               | анимация               | късометражно видео                                      |
| 2020   |                                      | Dragonheart: Vengeance                            | Сивет                 | Айвън Силвестрини               | фентъзи                | видео                                                   |
| 2020   |                                      | Clown                                             | разказвач             | Луиджи Берио                    | анимация               | късометражен                                            |
| 2022   |                                      | The House                                         | Джен                  | Палома Баеза                    | анимация, комедия      | кино, Сегмент III                                       |
| 2022   |                                      | Three Minutes: A Lengthening                      | разказвач             | Бианка Ститгер                  | документален           |                                                         |
| 2023   |                                      | The Velveteen Rabbit                              | Мъдрият кон           | Дженифър Перот, Рик Тиле        | късометражен           |                                                         |
|        |                                      | The Land of Sometimes                             | Литъл Туинк           |                                 | анимация               | кино                                                    |

| година | заглавие | оригинално заглавие                             | роля                | жанр                              | бележки     |
| ------ | -------- | ----------------------------------------------- | ------------------- | --------------------------------- | ----------- |
| 1988   |          | Six Minutes with Ludwig                         | Звездата            | комедия, късометражен филм        |             |
| 1995   |          | Jeremy Hardy Gives Good Sex                     |                     | комедия, видео                    |             |
| 2001   |          | Football                                        | майка               | комедия, късометражен филм        |             |
| 2009   |          | Enid: Deleted Scenes                            | Инид Блайтън        | късометражно видео                | неспомената |
| 2012   |          | Rufus Wainwright: Out of the Game               | библиотекарка       | музикален видеоклип               |             |
| 2012   |          | Therapy                                         | пациентка           | късометражен филм, комедия, драма |             |
| 2013   |          | Marks and Spencer: Believe in Magic and Sparkle |                     | късометражно видео, фентъзи       |             |
| 2014   |          | Harry Potter and the Escape from Gringotts      | Белатрикс Лестрендж | късометражно видео                |             |
| 2015   |          | Bryan Adams: Brand New Day                      | себе си             | музикален видеоклип               |             |
| 2018   |          | Black Ops 4: Dead of the Night                  | Мадам Мирела        | видеоигра, екшън                  |             |
| 2020   |          | Cinema Quarantino: Das Fone Hell                | Телефонът на Сам    | късометражно видео, комедия       |             |